# Alluaudomyia vicina
Alluaudomyia vicina är en tvåvingeart som beskrevs av Clastrier 1960. Alluaudomyia vicina ingår i släktet Alluaudomyia och familjen svidknott.
Artens utbredningsområde är Kongo. Inga underarter finns listade i Catalogue of Life.